# Volinus sticticus
Volinus sticticus är en skalbaggsart som beskrevs av Georg Wolfgang Franz Panzer 1798. Volinus sticticus ingår i släktet Volinus och familjen Aphodiidae. Inga underarter finns listade i Catalogue of Life.

## Bildgalleri

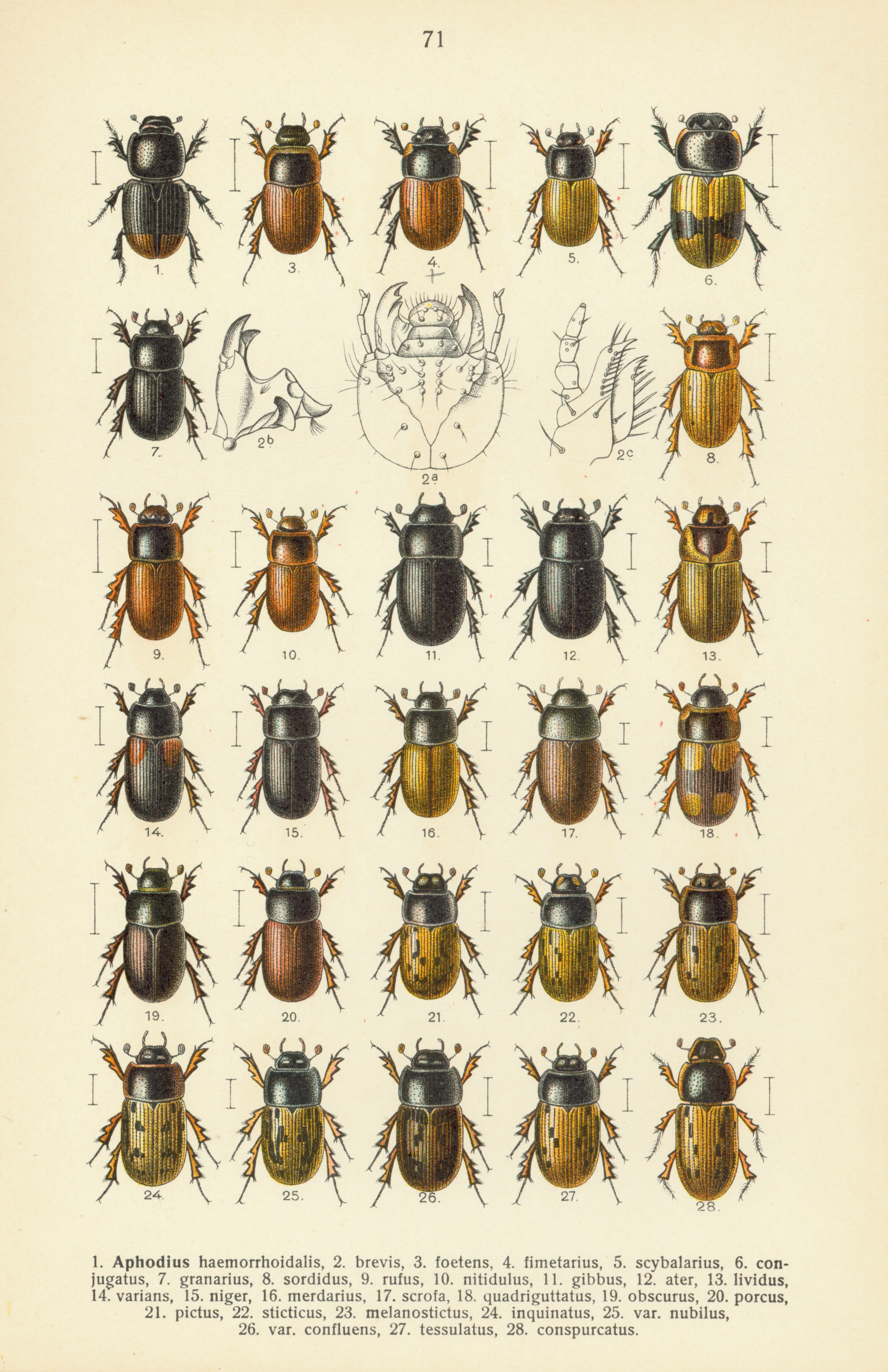
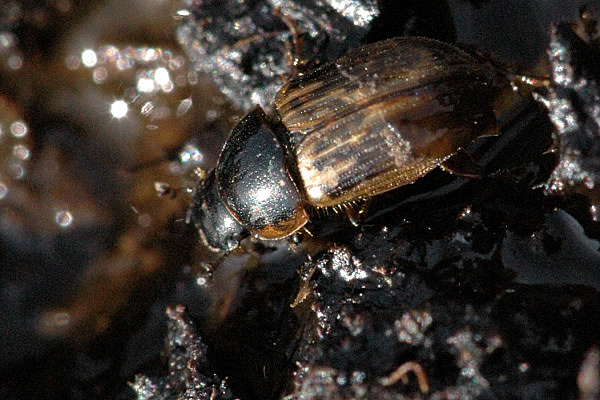
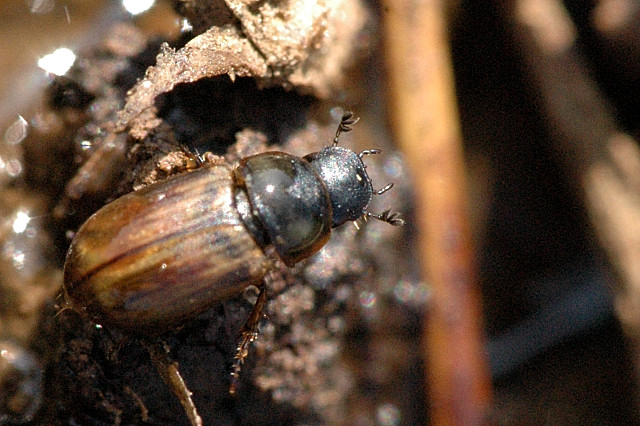